# جورج ادموند بادجر
جورج ادموند بادجر (بالإنجليزية: George Edmund Badger) (و. 1795 – 1866 م)هو سياسي، ومحامي، وقاضي من الولايات المتحدة الأمريكية . ولد في نيوبيرن، كارولاينا الشمالية . تولى منصب عضو مجلس الشيوخ الأمريكي، والأمين العام لبحرية الولايات المتحدة الأمريكية .
وهو عضو في حزب اليمين .
توفي في رالي، كارولاينا الشمالية .

## التعليم
تعلم في جامعة ييل.